# Polyrhachis narendrani
Polyrhachis narendrani is een mierensoort uit de onderfamilie van de schubmieren (Formicinae). De wetenschappelijke naam van de soort is voor het eerst geldig gepubliceerd in 2004 door Karmaly.